# Ion Țiriac Challenger 2024
Ion Țiriac Challenger 2024 a fost un turneu profesionist de tenis jucat pe terenuri de zgură. A fost prima ediție a turneului care a făcut parte din ATP Challenger Tour 2024. A avut loc la Brașov, România, între 1 și 7 iulie 2024.

## Calificări
Calificările au avut loc în perioada 30 iunie – 1 iulie 2024. Au fost disputate șase locuri de calificare, care au permis jucătorilor să participe la tragerea la sorți principală a turneului. Următorii jucători au trecut de calificări și au jucat pe tabloul principal al turneului:
- Jelle Sels
- Vlad Andrei Dancu
- Ștefan Paloși
- Radu Mihai Papoe
- Hynek Bartoň
- Wladyslaw Orlow